# Nati il 26 luglio
| Questa pagina contiene informazioni ricavate automaticamente dalle voci biografiche con l'ausilio del template Bio e di un bot. L'aggiornamento è periodico e automatico e ricostruisce completamente la pagina. Se manca una persona in questa lista, sei pregato di non aggiungerla, ma accertati piuttosto che la sua voce biografica contenga il template Bio e che i dati anagrafici siano correttamente compilati. Se il template Bio manca, inseriscilo tu stesso o, in alternativa, metti l'avviso {{tmp\|Bio}} che ne segnala la mancanza. Se i dati riportati sono sbagliati, correggi direttamente la voce biografica; le modifiche saranno visibili in questa lista entro pochi giorni. Per chiarimenti vedi il progetto biografie. La lista contiene solo le 1.102 persone che sono citate nell'enciclopedia e per le quali è stato implementato correttamente il template Bio. Pagina aggiornata al 13 ago 2025. |

## XI secolo(1)
- 1030 - Stanislao di Cracovia, vescovo cattolico polacco († 1079)

## XIV secolo(1)
- 1308 - Stefano Uroš IV Dušan, sovrano serbo († 1355)

## XV secolo(2)
- 1439 - Sigismondo di Baviera, nobile tedesco († 1501)
- 1500 - Vittore Soranzo, vescovo cattolico italiano († 1558)

## XVI secolo(5)
- 1570 - Ottavio Rossi, archeologo e poeta italiano († 1630)
- 1581 - Tiberio Cenci, cardinale e vescovo cattolico italiano († 1653)
- 1584 - Gaspard III de Coligny, militare francese († 1646)
- 1586 - Diego de Colmenares, storico e biografo spagnolo († 1651)
- 1590 - Johannes Crell, teologo tedesco († 1633)

## XVII secolo(7)
- 1602 - Ana Monteagudo, religiosa peruviana († 1686)
- 1622 - Cristiano Augusto del Palatinato-Sulzbach, conte († 1708)
- 1643 - Burchard de Volder, fisico e matematico olandese († 1709)
- 1663 - Louis Carré, matematico francese († 1711)
- 1671 - Giovanni Gonzaga, nobile italiano († 1743)
- 1678 - Giuseppe I d'Asburgo, imperatore († 1711)
- 1683 - Carlo Alberto Guidobono Cavalchini, cardinale e arcivescovo cattolico italiano († 1774)

## XVIII secolo(31)
- 1703 - Christophe de Beaumont, arcivescovo cattolico francese († 1781)
- 1711 - Lorenz Christoph Mizler, medico, matematico e editore tedesco († 1778)
- 1716 - Antonio Contestabili, pittore italiano († 1790)
- 1721 - Samuel von Brukenthal, giurista austriaco († 1803)
- 1721 - Filippo Salvatore Gilij, linguista italiano († 1789)
- 1727 - Horatio Gates, generale britannico († 1806)
- 1733 - Ludovico Flangini, cardinale, patriarca cattolico e filologo classico italiano († 1804)
- 1733 - Johann Matthias Schröckh, storico delle religioni austriaco († 1808)
- 1734 - Cesare Orlandi, scrittore e storico italiano († 1779)
- 1734 - Franz Stephan Rautenstrauch, abate, presbitero e teologo austriaco († 1785)
- 1735 - Jacob Anton Zallinger, filosofo, giurista e religioso austriaco († 1813)
- 1735 - Jakob Josef Zelger, politico svizzero († 1815)
- 1739 - George Clinton, militare e politico statunitense († 1812)
- 1744 - Benedetto Naro, cardinale italiano († 1832)
- 1745 - Henry Mackenzie, scrittore scozzese († 1831)
- 1746 - Georg Heinrich Borowski, zoologo tedesco († 1801)
- 1749 - Laurence Parsons, I conte di Rosse, nobile e politico irlandese († 1807)
- 1749 - John Warwick Smith, pittore e illustratore inglese († 1831)
- 1756 - Maria Fitzherbert, britannica († 1837)
- 1758 - Johann Karl von Mutius, generale prussiano († 1816)
- 1772 - David Boyle, politico scozzese († 1853)
- 1772 - Matteo Marzi, fantino italiano († 1808)
- 1782 - John Field, compositore e pianista irlandese († 1837)
- 1783 - Giacomo Cordella, compositore italiano († 1847)
- 1787 - Theodor Friedrich Ludwig Nees von Esenbeck, botanico, farmacista e farmacologo tedesco († 1837)
- 1791 - Francisco José Debali, compositore ungherese († 1859)
- 1791 - Franz Xaver Wolfgang Mozart, compositore, pianista e direttore d'orchestra austriaco († 1844)
- 1794 - Giacomo Gravina, politico italiano († 1880)
- 1796 - George Catlin, pittore statunitense († 1872)
- 1796 - Lizinska de Mirbel, pittrice francese († 1849)
- 1799 - Isaac Babbitt, inventore statunitense († 1862)

## XIX secolo(162)
- 1801 - Maria Röhl, pittrice e miniaturista svedese († 1875)
- 1802 - Mariano Arista, politico e generale messicano († 1855)
- 1805 - Costantino Brumidi, pittore italiano († 1880)
- 1806 - Johann Peter Bruggisser, politico, giudice e imprenditore svizzero († 1870)
- 1807 - Napoleone Meuron, politico italiano († 1885)
- 1812 - Luigi Ferrario, storico, archivista e paleografo italiano († 1871)
- 1813 - Salvatore Tommasi, patologo italiano († 1888)
- 1815 - Robert Remak, medico tedesco († 1865)
- 1817 - Bernhard Windscheid, giurista tedesco († 1892)
- 1819 - Gioacchino Bonnet, patriota italiano († 1890)
- 1820 - Maria Severa Onofriana, cantante portoghese († 1846)
- 1822 - Jakob Dubs, giurista svizzero († 1879)
- 1824 - Jacopo Foroni, compositore e direttore d'orchestra italiano († 1858)
- 1826 - Abraham Oakley Hall, politico, scrittore e avvocato statunitense († 1898)
- 1827 - George Baillie-Hamilton-Arden, XI conte di Haddington, nobile scozzese († 1917)
- 1827 - Henri Debray, chimico francese († 1888)
- 1828 - Albert Mooren, oculista tedesco († 1899)
- 1829 - Auguste Beernaert, politico belga († 1912)
- 1831 - Pietro Brunetta d'Usseaux, generale italiano († 1904)
- 1833 - Gheorghe Manu, generale e politico rumeno († 1911)
- 1833 - Alexander Henry Rhind, antiquario e egittologo britannico († 1863)
- 1833 - Luigi Rotelli, cardinale italiano († 1891)
- 1835 - Alphons Stübel, geologo, entomologo e vulcanologo tedesco († 1904)
- 1836 - Adriano Cecioni, scultore, pittore e critico d'arte italiano († 1886)
- 1836 - Marie Geistinger, soprano, attrice teatrale e direttrice teatrale austriaca († 1903)
- 1837 - Friedrich Salomon Vögelin, teologo e politico svizzero († 1888)
- 1838 - Silas Soule, militare statunitense († 1865)
- 1841 - Rinaldo Arconati, militare e politico italiano († 1928)
- 1841 - Carl Robert Jakobson, scrittore, politico e giornalista estone († 1882)
- 1842 - Berthold Delbrück, linguista e filologo tedesco († 1922)
- 1842 - Alfred Marshall, economista inglese († 1924)
- 1843 - Robert Watson Willis, calciatore e sportivo inglese († 1892)
- 1845 - Franjo Marković, scrittore, drammaturgo e filosofo croato († 1914)
- 1846 - Hermann von Kaulbach, pittore tedesco († 1909)
- 1846 - Pantaleon Szyndler, pittore polacco († 1905)
- 1848 - Henri Lioret, ingegnere e inventore francese († 1938)
- 1848 - Giuseppe Savini, linguista italiano († 1904)
- 1849 - Ludwig Briegier, medico e docente tedesco († 1919)
- 1849 - Giuseppe Caravita di Sirignano, imprenditore e politico italiano († 1920)
- 1849 - William Rush Merriam, politico statunitense († 1931)
- 1850 - Edward Henry, poliziotto britannico († 1931)
- 1852 - Pietro Aldi, pittore italiano († 1888)
- 1852 - Enrico Carboni Boj, politico italiano († 1925)
- 1853 - Gaetano De Lai, cardinale e vescovo cattolico italiano († 1928)
- 1853 - Paolo Gazzaniga, matematico italiano († 1930)
- 1853 - Francesco Jerace, pittore e scultore italiano († 1937)
- 1853 - Rynner Van Heste, ciclista su strada statunitense († 1931)
- 1854 - Ernst Bassermann, politico tedesco († 1917)
- 1855 - Ferdinand Tönnies, sociologo tedesco († 1936)
- 1856 - Edward Anseele, politico e giornalista belga († 1938)
- 1856 - Antoni Rubió i Lluch, grecista e scrittore spagnolo († 1937)
- 1856 - George Bernard Shaw, scrittore, drammaturgo e linguista irlandese († 1950)
- 1857 - Paul Lancrenon, generale e fotografo francese († 1922)
- 1858 - Edward Mandell House, diplomatico statunitense († 1938)
- 1859 - Félix Mariano Paz, militare e politico argentino († 1904)
- 1859 - Virginie Demont-Breton, pittrice francese († 1935)
- 1859 - Henryk Weyssenhoff, pittore, illustratore e scultore polacco († 1922)
- 1860 - Fernand Lematte, pittore francese († 1929)
- 1860 - Gaetano Moretti, architetto italiano († 1938)
- 1861 - Martha Bernays, tedesca († 1951)
- 1861 - Ægidius Elling, inventore, ingegnere e progettista norvegese († 1949)
- 1861 - Vazha-Pshavela, poeta, giornalista e scrittore georgiano († 1915)
- 1861 - James K. Vardaman, politico statunitense († 1930)
- 1862 - George Bruce Cortelyou, politico statunitense († 1940)
- 1863 - Paul Walden, chimico russo († 1957)
- 1864 - Antonio Abbruzzese, politico italiano
- 1864 - Ettore Strinati, letterato e commediografo italiano († 1941)
- 1865 - Margaret Elizabeth Buchanan, farmacista britannica († 1940)
- 1865 - Philipp Scheidemann, politico tedesco († 1939)
- 1865 - Fred Walton, attore e regista inglese († 1936)
- 1865 - Maria di Baden, nobildonna tedesca († 1939)
- 1866 - Ferruccio Bernardini, politico italiano
- 1868 - Paul Delorme, fisico e imprenditore francese († 1956)
- 1870 - Charles Becker, poliziotto statunitense († 1915)
- 1870 - Chino Chini, pittore e decoratore italiano († 1957)
- 1870 - Ignacio Zuloaga, pittore spagnolo († 1945)
- 1872 - John Gourlay, calciatore canadese († 1949)
- 1873 - Alfred Brüggemann, compositore, giornalista e traduttore tedesco († 1944)
- 1873 - Ottorino Carletti, militare, funzionario e politico italiano († 1941)
- 1873 - George Willis Kirkaldy, entomologo inglese († 1910)
- 1874 - Josef Horovitz, orientalista tedesco († 1931)
- 1874 - Sergej Aleksandrovič Kusevickij, direttore d'orchestra e contrabbassista russo († 1951)
- 1874 - Alessandro Trotter, botanico e entomologo italiano († 1967)
- 1875 - Carl Gustav Jung, psichiatra, psicoanalista e antropologo svizzero († 1961)
- 1875 - Victor Lindberg, pallanuotista neozelandese († 1951)
- 1875 - Antonio Machado, poeta e scrittore spagnolo († 1939)
- 1875 - Corradino Mineo, matematico e geodeta italiano († 1960)
- 1876 - Georges André, giocatore di curling e bobbista francese († 1945)
- 1876 - Rosina Anselmi, attrice italiana († 1965)
- 1876 - Manie Maritz, generale britannico († 1940)
- 1876 - Ernest Schelling, pianista, compositore e direttore d'orchestra statunitense († 1939)
- 1877 - Jesse Livermore, economista statunitense († 1940)
- 1877 - Reinhold Trampler, schermidore austriaco († 1964)
- 1878 - Ernst Hoppenberg, nuotatore tedesco († 1937)
- 1879 - Shunroku Hata, militare giapponese († 1962)
- 1879 - Enrico XXXIII di Reuss-Köstritz, nobile tedesco († 1942)
- 1880 - Francesco Petronelli, arcivescovo cattolico italiano († 1947)
- 1881 - Edward Bingham, ammiraglio britannico († 1939)
- 1881 - Bernhard Bleeker, scultore tedesco († 1968)
- 1881 - Jean Chassagne, pilota automobilistico e aviatore francese († 1947)
- 1881 - Kaoru Osanai, drammaturgo e regista teatrale giapponese († 1928)
- 1881 - James Cecil Parke, tennista irlandese († 1946)
- 1882 - Gino-Gian Mandrone, pittore, restauratore e decoratore italiano († 1941)
- 1882 - Verner Weckman, lottatore finlandese († 1968)
- 1883 - Giovanni Pettine, regista e produttore cinematografico italiano († 1973)
- 1884 - Gáspár Borbás, calciatore ungherese († 1976)
- 1884 - Fridolf Lundsten, lottatore finlandese († 1947)
- 1884 - Giuseppe Molinero, generale italiano
- 1884 - Otto Niemand, ginnasta e multiplista statunitense († 1968)
- 1884 - Trygve Pedersen, velista norvegese († 1967)
- 1884 - Joseph Sweeney, attore statunitense († 1963)
- 1885 - André Maurois, romanziere, saggista e storico francese († 1967)
- 1886 - Lars Hanson, attore svedese († 1965)
- 1886 - George Blaine Schwabe, politico e avvocato statunitense († 1954)
- 1887 - Karl Ansén, calciatore svedese († 1959)
- 1887 - Belle Daube, attrice inglese († 1959)
- 1887 - Reuben Leon Kahn, immunologo lituano († 1979)
- 1888 - Nat Agar, calciatore, allenatore di calcio e dirigente sportivo inglese († 1978)
- 1888 - Aleksandr Stepanovič Antonov, politico e rivoluzionario russo († 1922)
- 1888 - Marcel Jouhandeau, scrittore francese († 1979)
- 1888 - Gazanfar Musabekov, rivoluzionario e politico azero († 1938)
- 1889 - Ernesto Borel, calciatore italiano († 1951)
- 1889 - Godwin Brumowski, aviatore austro-ungarico († 1936)
- 1889 - Giulio Andrea Marchesini, compositore e militare italiano († 1963)
- 1889 - Eugene Van Antwerp, politico statunitense († 1962)
- 1890 - Daniel Callaghan, ammiraglio statunitense († 1942)
- 1890 - Georges Casanova, schermidore francese († 1932)
- 1890 - Virginie Hériot, velista francese († 1932)
- 1890 - Seiichi Itō, ammiraglio giapponese († 1945)
- 1891 - Riccardo Galeazzi Lisi, medico italiano († 1968)
- 1892 - Francesco Casnati, giornalista italiano († 1970)
- 1892 - Philipp Jarnach, compositore e direttore d'orchestra tedesco († 1982)
- 1892 - Henry Vollam Morton, giornalista e scrittore britannico († 1979)
- 1893 - Charles Baudouin, psicoanalista francese († 1963)
- 1893 - Eric Dodds, filologo classico, antropologo e grecista irlandese († 1979)
- 1893 - George Grosz, pittore tedesco († 1959)
- 1894 - Bo Ekelund, altista e dirigente sportivo svedese († 1983)
- 1894 - Aldous Huxley, scrittore e filosofo britannico († 1963)
- 1894 - Ferruccio Marzari, militare e aviatore italiano († 1921)
- 1895 - Jankel Adler, pittore polacco († 1949)
- 1895 - Gracie Allen, attrice e comica statunitense († 1964)
- 1895 - Jane Bunford, inglese († 1922)
- 1895 - Cassiano Ricardo, poeta, giornalista e saggista brasiliano († 1974)
- 1895 - Kenneth Harlan, attore statunitense († 1967)
- 1896 - Léon Bernot, sollevatore francese († 1975)
- 1896 - Charles Butterworth, attore statunitense († 1946)
- 1896 - Jack E. Cox, direttore della fotografia britannico († 1960)
- 1896 - Alfred Maurstad, attore, musicista e regista norvegese († 1957)
- 1897 - Paul Gallico, scrittore, giornalista e biografo statunitense († 1976)
- 1897 - Jakob Gapp, presbitero austriaco († 1943)
- 1897 - Karo Halabyan, architetto e politico sovietico († 1959)
- 1898 - Mario Niccolò Conti, storico, linguista e saggista italiano († 1988)
- 1898 - Günther Korten, generale tedesco († 1944)
- 1898 - Frank Sullivan, hockeista su ghiaccio canadese († 1989)
- 1898 - Eraldo Vedda, dirigente sportivo e arbitro di calcio italiano († 1982)
- 1899 - Francesco Colombo, militare e poliziotto italiano († 1945)
- 1899 - Hermann Gehri, lottatore svizzero († 1979)
- 1899 - Ernest Klein, rabbino, linguista e lessicografo rumeno († 1983)
- 1900 - Karl Brunner, generale e poliziotto tedesco († 1980)
- 1900 - Luigi Cacciatore, politico e sindacalista italiano († 1951)
- 1900 - Jacques Février, pianista francese († 1979)
- 1900 - Pat Walshe, attore statunitense († 1991)

## XX secolo(863)
- 1901 - Umberto Caligaris, calciatore e allenatore di calcio italiano († 1940)
- 1901 - Louis Dufour, hockeista su ghiaccio svizzero († 1982)
- 1901 - Giulio Krall, ingegnere e matematico italiano († 1971)
- 1902 - Alanova, ballerina, coreografa e attrice statunitense († 1965)
- 1902 - Albert Forster, politico e generale tedesco († 1952)
- 1902 - Battista Perotti, allenatore di calcio e calciatore italiano
- 1903 - Estes Kefauver, politico statunitense († 1963)
- 1903 - Elsa Merlini, attrice italiana († 1983)
- 1903 - Malvina Polo, attrice statunitense († 2000)
- 1904 - Germano Del Mastro, militare italiano († 1937)
- 1904 - Louis Eelen, ciclista su strada belga († 1979)
- 1904 - Leigh Jason, regista e sceneggiatore statunitense († 1979)
- 1904 - Marino Ortolani, medico italiano († 1983)
- 1904 - Bjarne Røed Larsen, calciatore norvegese († 1972)
- 1904 - Luis Vidales, poeta colombiano († 1990)
- 1905 - Isidor Fisch, imprenditore tedesco († 1934)
- 1906 - Mario Fontana, calciatore italiano († 1998)
- 1906 - Irena Iłłakowicz, militare, agente segreto e patriota polacca († 1943)
- 1907 - Massimo Alesi, politico italiano († 1988)
- 1907 - Gioconda De Vito, violinista italiana († 1994)
- 1907 - Jef Demuysere, ciclista su strada e ciclocrossista belga († 1969)
- 1907 - Tonino Fradelloni, calciatore italiano († 1982)
- 1907 - André Frénaud, poeta francese († 1993)
- 1907 - André Gertler, violinista e insegnante ungherese († 1998)
- 1907 - Lucia Joyce, ballerina italiana († 1982)
- 1907 - István Pelle, ginnasta ungherese († 1986)
- 1907 - Alberto Trabucchi, giurista italiano († 1998)
- 1908 - Heinz Auerswald, avvocato tedesco († 1970)
- 1908 - Carl Ludvig Douglas, nobile e diplomatico svedese († 1961)
- 1908 - Barbara Goette, insegnante tedesca († 1997)
- 1908 - Leo Maduschka, alpinista, scrittore e germanista tedesco († 1932)
- 1908 - Luigi Procura, calciatore italiano
- 1908 - Corrado Ursi, cardinale e arcivescovo cattolico italiano († 2003)
- 1908 - Lucien Wercollier, scultore lussemburghese († 2002)
- 1909 - Ian Allison, cestista canadese († 1990)
- 1909 - Erna Bürger, ginnasta tedesca († 1958)
- 1909 - Vivian Vance, attrice e cantante statunitense († 1979)
- 1909 - Potito Randi, imprenditore, chimico e politico italiano († 1989)
- 1909 - Sandro Vigliano, rugbista a 15 italiano
- 1910 - Yann Fouéré, politico e attivista francese († 2011)
- 1910 - Raffaele Gervasio, compositore italiano († 1994)
- 1910 - Giordano Giacomello, chimico italiano († 1968)
- 1910 - Kenneth Muse, animatore statunitense († 1987)
- 1911 - Antonio Bisigato, calciatore, allenatore di calcio e dirigente sportivo italiano († 1965)
- 1911 - Henri Dessens, fisico e meteorologo francese († 1971)
- 1911 - Horacio Podestá, canottiere argentino († 1999)
- 1911 - Freddy Wittop, costumista e ballerino olandese († 2001)
- 1912 - Cesare Cattaneo, architetto italiano († 1943)
- 1912 - 'Elisiva Fusipala Tauki'onetuku, principessa tongana († 1933)
- 1912 - Ken Farmer, hockeista su ghiaccio canadese († 2005)
- 1912 - Giovanni Garbo, calciatore e allenatore di calcio italiano
- 1912 - Philippe Hersent, attore francese († 1982)
- 1912 - George Kubler, storico dell'arte statunitense († 1996)
- 1913 - Viktor Chochrjakov, attore sovietico († 1986)
- 1913 - Alberto Monroy, medico, biologo e biochimico italiano († 1986)
- 1914 - Franz Bistricky, pallamanista austriaco († 1975)
- 1914 - Cecil Farris Bryant, politico e avvocato statunitense († 2002)
- 1914 - Juan Francisco Fresno Larraín, cardinale e arcivescovo cattolico cileno († 2004)
- 1914 - Rudolf Jacobs, partigiano e militare tedesco († 1944)
- 1914 - Francisco Rodrigues, calciatore portoghese
- 1915 - Vittorio Barbieri, partigiano italiano († 1944)
- 1915 - Emil Grünig, tiratore a segno svizzero († 1994)
- 1915 - K. Pattabhi Jois, insegnante indiano († 2009)
- 1915 - Joâo Turolla, ufficiale italiano († 1940)
- 1915 - Art Tyler, bobbista statunitense († 2008)
- 1916 - Jacques Merleau-Ponty, filosofo e storico della scienza francese († 2002)
- 1916 - Sylvio Pirillo, calciatore e allenatore di calcio brasiliano († 1991)
- 1917 - Alberta Adams, cantautrice statunitense († 2014)
- 1917 - Dickie Burnell, canottiere britannico († 1995)
- 1917 - Lorna Gray, attrice statunitense († 2017)
- 1917 - Torquato Secci, attivista italiano († 1996)
- 1918 - Lucio Mariano Brandi, politico italiano († 1998)
- 1918 - Stacy Harris, attore canadese († 1973)
- 1918 - Marjorie Lord, attrice statunitense († 2015)
- 1919 - Charles Eugster, velocista britannico († 2017)
- 1919 - Mario Fazio, ciclista su strada italiano († 1983)
- 1919 - Angelo Felici, cardinale e arcivescovo cattolico italiano († 2007)
- 1919 - Virginia Gilmore, attrice statunitense († 1986)
- 1919 - James Lovelock, chimico britannico († 2022)
- 1919 - Luboš Perek, astronomo ceco († 2020)
- 1919 - Alexis Rassine, ballerino lituano († 1992)
- 1920 - Mario Fasino, politico italiano († 2017)
- 1920 - Nilton Pacheco de Oliveira, cestista brasiliano († 2013)
- 1920 - Osiride Pevarello, attore e stuntman italiano († 2016)
- 1920 - Bob Waterfield, giocatore di football americano statunitense († 1983)
- 1921 - Amedeo Amadei, calciatore e allenatore di calcio italiano († 2013)
- 1921 - John de Lancie, oboista e manager statunitense († 2002)
- 1921 - Thomas Molnar, filosofo, storico e politologo statunitense († 2010)
- 1921 - Jeffrey Smart, pittore australiano († 2013)
- 1922 - Gilberto Agustoni, cardinale e arcivescovo cattolico svizzero († 2017)
- 1922 - Gérard Calvi, compositore francese († 2015)
- 1922 - Elfriede Datzig, attrice austriaca († 1946)
- 1922 - Blake Edwards, regista, sceneggiatore e produttore cinematografico statunitense († 2010)
- 1922 - Mario Farinella, scrittore, giornalista e poeta italiano († 1993)
- 1922 - Giovanni Favretto, rugbista a 15 italiano († 1950)
- 1922 - Åke Hjalmarsson, calciatore svedese († 1999)
- 1922 - Andrzej Koszewski, compositore e musicologo polacco († 2015)
- 1922 - Jason Robards, attore statunitense († 2000)
- 1922 - Renato Terra, attore italiano († 2010)
- 1923 - Uber Bacilieri, pugile italiano († 2007)
- 1923 - Biff Elliot, attore statunitense († 2012)
- 1924 - Daniele Revere, calciatore italiano
- 1924 - Luciano Satta, linguista, saggista e giornalista italiano († 1998)
- 1924 - Michael Stringer, scenografo, pittore e illustratore britannico († 2004)
- 1925 - José Manuel Correia, pallanuotista portoghese
- 1925 - Joseph Engelberger, ingegnere e imprenditore statunitense († 2015)
- 1925 - Harry Haddock, calciatore scozzese († 1998)
- 1925 - Robert Hirsch, attore francese († 2017)
- 1925 - Ana María Matute, scrittrice spagnola († 2014)
- 1926 - James Best, attore statunitense († 2015)
- 1926 - Roberto Castellani, italiano († 2004)
- 1926 - Mario Gismondi, giornalista italiano († 2012)
- 1926 - Anna Malfaiera, poetessa italiana († 1996)
- 1926 - Meir Nakar, israeliano († 1947)
- 1926 - Sandro Sandrelli, scrittore di fantascienza, traduttore e giornalista italiano († 2000)
- 1926 - Lennox Sebe, politico sudafricano († 1994)
- 1927 - Matateu, calciatore portoghese († 2000)
- 1927 - Lorenza Mazzetti, regista, pittrice e scrittrice italiana († 2020)
- 1927 - Ng Yet-ang, cestista taiwanese
- 1927 - József Sákovics, schermidore ungherese († 2009)
- 1928 - Tadeusz Baird, compositore polacco († 1981)
- 1928 - Netiva Ben-Yehuda, scrittrice israeliana († 2011)
- 1928 - Francesco Cossiga, politico e costituzionalista italiano († 2010)
- 1928 - Ernesto Deira, artista argentino († 1986)
- 1928 - Elliott Erwitt, fotografo statunitense († 2023)
- 1928 - Abdelkader Guerroudj, politico algerino († 2020)
- 1928 - Manfred Horstmann, fisico tedesco († 1992)
- 1928 - Joe Jackson, dirigente d'azienda, musicista e chitarrista statunitense († 2018)
- 1928 - Stanley Kubrick, regista, sceneggiatore e produttore cinematografico statunitense († 1999)
- 1928 - Sally Oppenheim-Barnes, politica britannica († 2025)
- 1928 - Bernice Rubens, scrittrice gallese († 2004)
- 1929 - Ron Capewell, calciatore inglese († 2016)
- 1929 - Barbara Holdridge, imprenditrice e editrice statunitense († 2025)
- 1929 - Oleh Makarov, calciatore sovietico († 1995)
- 1929 - Lucio Saffaro, scrittore e pittore italiano († 1998)
- 1929 - Alexis Weissenberg, pianista bulgaro († 2012)
- 1930 - Isaac Alvarez, coreografo, mimo e attore teatrale francese († 2020)
- 1930 - Maria Antonietta Beluzzi, attrice italiana († 1997)
- 1930 - Gianni Bergamelli, pittore italiano († 2025)
- 1930 - Gian Luigi Falabrino, pubblicitario, giornalista e scrittore italiano († 2010)
- 1930 - Barbara Jefford, attrice britannica († 2020)
- 1930 - Carlo Sgorlon, scrittore italiano († 2009)
- 1930 - Jack Six, bassista statunitense († 2015)
- 1930 - Plínio Sampaio, politico brasiliano († 2014)
- 1931 - Robert Colbert, attore statunitense
- 1931 - Ivan Dzjuba, critico letterario e politico ucraino († 2022)
- 1931 - John Elsworthy, calciatore gallese († 2009)
- 1931 - Adriana Martino, soprano, cantante e regista teatrale italiana
- 1931 - Takashi Ono, ex ginnasta giapponese
- 1931 - Telê Santana, calciatore e allenatore di calcio brasiliano († 2006)
- 1931 - William Rowe, filosofo e educatore statunitense († 2015)
- 1932 - Vasco de Almeida e Costa, ammiraglio e politico portoghese († 2010)
- 1932 - Zvonimir Janko, matematico croato († 2022)
- 1932 - Neil McCarthy, attore britannico († 1985)
- 1932 - James Francis Stafford, cardinale e arcivescovo cattolico statunitense
- 1933 - Giovanni Ferretti, filosofo, storico della filosofia e teologo italiano
- 1933 - Kathryn Hays, attrice statunitense († 2022)
- 1933 - Attilio Moresi, ciclista su strada svizzero († 1995)
- 1933 - Yoshi Oida, attore e regista teatrale giapponese
- 1933 - Edmund Phelps, economista statunitense
- 1933 - Yoshio Yoshida, giocatore di baseball e allenatore di baseball giapponese († 2025)
- 1934 - Jean Marie Julien Balland, cardinale e arcivescovo cattolico francese († 1998)
- 1934 - Jagdish Bhagwati, economista indiano
- 1934 - Austin Clarke, scrittore e saggista barbadiano († 2016)
- 1934 - Franco Fontana, produttore teatrale italiano
- 1934 - Reinaldo Gargano, politico uruguaiano († 2013)
- 1934 - Luciano Giovannetti, vescovo cattolico italiano († 2024)
- 1934 - Tommy McDonald, giocatore di football americano statunitense († 2018)
- 1934 - Ken Pogue, attore canadese († 2015)
- 1934 - Seiken Sugiura, politico giapponese
- 1934 - Mauricio Ugartemendia, calciatore spagnolo († 2022)
- 1935 - Miklós Boskovits, storico dell'arte ungherese († 2011)
- 1935 - Ferruccio Botti, storico italiano († 2008)
- 1935 - Peter Brown, storico irlandese
- 1935 - Boris Brožovskij, direttore della fotografia sovietico († 2022)
- 1935 - Paolo Brunatto, regista italiano († 2010)
- 1935 - Claude Esteban, poeta, saggista e critico d'arte francese († 2006)
- 1935 - David Helliwell, canottiere canadese († 1993)
- 1935 - Ken Leek, calciatore gallese († 2007)
- 1936 - Terry Brown, produttore discografico canadese
- 1936 - Andrea Comba, giurista italiano († 2020)
- 1936 - Lawrie McMenemy, ex calciatore e allenatore di calcio inglese
- 1936 - Mary Millar, attrice e cantante inglese († 1998)
- 1937 - Peter Fleischmann, regista tedesco († 2021)
- 1937 - Lorenzo Foà, fisico italiano († 2014)
- 1937 - Günther Jakobs, giurista e filosofo tedesco
- 1937 - Ercole Spada, designer italiano († 2025)
- 1937 - Alberto Tognoli, matematico italiano († 2008)
- 1938 - Neil Abercrombie, politico statunitense
- 1938 - Bobby Hebb, cantautore statunitense († 2010)
- 1938 - Martin Koeman, calciatore olandese († 2013)
- 1938 - Cesare Maria Ottavi, ingegnere italiano († 2009)
- 1938 - Celier Vargas, ex arbitro di calcio boliviano
- 1939 - Pietro Alessandro Giustini, storico della scienza italiano († 2007)
- 1939 - John Howard, politico australiano
- 1939 - Franco Jesurun, attore teatrale italiano († 2010)
- 1939 - Bronisław Leśniak, calciatore polacco († 1989)
- 1939 - Bob Lilly, ex giocatore di football americano statunitense
- 1939 - Eva Nikolaevna Lisina, scrittrice, traduttrice e insegnante russa
- 1939 - Ned McIlroy, ex pallanuotista statunitense
- 1939 - Luca Montrone, imprenditore e editore italiano
- 1940 - Aurelio González, ex ciclista su strada spagnolo
- 1940 - Dobie Gray, cantante e cantautore statunitense († 2011)
- 1940 - Brigitte Hamann, scrittrice, storica e biografa tedesca († 2016)
- 1940 - Mary Jo Kopechne, statunitense († 1969)
- 1940 - Jürgen Kurbjuhn, calciatore tedesco († 2014)
- 1940 - Giuseppe Mancia, medico italiano
- 1940 - Jean-Luc Nancy, filosofo francese († 2021)
- 1940 - Zvonko Petričević, cestista jugoslavo († 2009)
- 1940 - Bobby Rousseau, ex hockeista su ghiaccio canadese
- 1940 - Gerhard Schreiber, storico e militare tedesco († 2017)
- 1940 - Giancarlo Vecerrica, vescovo cattolico italiano
- 1941 - Colin Austin, filologo classico, grecista e papirologo britannico († 2010)
- 1941 - Hans Dorjee, allenatore di calcio e calciatore olandese († 2002)
- 1941 - Darlene Love, cantante e attrice statunitense
- 1941 - Francesco Millea, calciatore italiano († 2003)
- 1941 - John Joseph Myers, arcivescovo cattolico statunitense († 2020)
- 1941 - Mike Taliaferro, ex giocatore di football americano statunitense
- 1941 - Adolf Urnaut, ex pallavolista e allenatore di pallavolo jugoslavo
- 1941 - Ana Griselda Vegas, modella venezuelana
- 1941 - Brenton Wood, cantante statunitense († 2025)
- 1942 - Gary Bradds, cestista statunitense († 1983)
- 1942 - Vladimír Mečiar, politico slovacco
- 1942 - George O'Neill, allenatore di calcio e ex calciatore scozzese
- 1942 - Teddy Pilette, ex pilota automobilistico belga
- 1942 - Gian Franco Zanetti, pallavolista italiano († 2020)
- 1943 - Peter Hyams, regista, sceneggiatore e direttore della fotografia statunitense
- 1943 - Mick Jagger, cantautore, musicista e attore britannico
- 1943 - Heinz Schenker, bobbista svizzero
- 1943 - Tonono, calciatore spagnolo († 1975)
- 1943 - Andrea True, attrice pornografica e cantante statunitense († 2011)
- 1944 - Alberto Carelli, ex calciatore italiano
- 1944 - Anna Chmelková, ex velocista cecoslovacca
- 1944 - Betty Davis, cantante statunitense († 2022)
- 1944 - Micki King, ex tuffatrice statunitense
- 1944 - Louise Lake-Tack, politica antiguo-barbudana
- 1944 - Santo Loquasto, scenografo, costumista e designer statunitense
- 1944 - Franco Mescolini, attore italiano († 2017)
- 1944 - Kiel Martin, attore statunitense († 1990)
- 1944 - Ann-Christine Nyström, cantante finlandese († 2022)
- 1944 - Alessandro Romano, scultore e pittore italiano
- 1944 - Salvatore Samperi, regista e sceneggiatore italiano († 2009)
- 1944 - Rimantas Stankevičius, aviatore e astronauta lituano († 1990)
- 1944 - Celeste Yarnall, attrice statunitense († 2018)
- 1945 - Vicky Berner, tennista canadese († 2017)
- 1945 - Antonio Fassina, ex pilota di rally italiano
- 1945 - Sergio Galeotti, architetto e stilista italiano († 1985)
- 1945 - Piercarlo Grimaldi, antropologo italiano
- 1945 - Linda Harrison, modella e attrice statunitense
- 1945 - M. John Harrison, scrittore britannico
- 1945 - Knut Jenssen, ex calciatore norvegese
- 1945 - Suzanna Leigh, attrice britannica († 2017)
- 1945 - Helen Mirren, attrice britannica
- 1945 - Loy Petersen, ex cestista statunitense
- 1945 - Panagiōtīs Pikrammenos, politico greco
- 1946 - Mike Davis, ex cestista statunitense
- 1946 - Tibor Fábián, calciatore ungherese († 2006)
- 1946 - Valentin Gavrilov, altista sovietico († 2003)
- 1946 - Giacomo Giacobini, anatomista italiano
- 1946 - Erwin Huber, politico tedesco
- 1946 - Willie McCarter, cestista e allenatore di pallacanestro statunitense († 2023)
- 1946 - Susan Stewart, ex schermitrice canadese
- 1946 - Emilio de Villota, ex pilota automobilistico spagnolo
- 1947 - Wiesław Adamski, scultore, pittore e disegnatore polacco († 2017)
- 1947 - Enrique Camarena, poliziotto e militare statunitense († 1985)
- 1947 - Renato Cambursano, politico italiano
- 1947 - Nazzareno Cappelli, politico e notaio italiano
- 1947 - Alejandra Da Passano, attrice argentina († 2014)
- 1947 - Julio Fernández Rodríguez, produttore cinematografico spagnolo
- 1947 - Ada Gentile, pianista, compositrice e musicista italiana
- 1947 - Dick Grubar, ex cestista statunitense
- 1947 - Juan Gómez Voglino, ex calciatore argentino
- 1947 - Nicole Notat, sindacalista francese
- 1947 - Park Lee-chun, ex calciatore sudcoreano
- 1947 - Aminata Dramane Traoré, politica e scrittrice maliana
- 1948 - Joseph Maria Bonnemain, vescovo cattolico svizzero
- 1948 - Walter Ferreri, astronomo e divulgatore scientifico italiano
- 1948 - José Francisco de Morais, calciatore brasiliano († 1999)
- 1948 - Norajr Nurikjan, sollevatore bulgaro († 2025)
- 1948 - Nino Sospiri, politico italiano († 2006)
- 1948 - Aldo Traversaro, ex pugile italiano
- 1948 - Marcantonio Trevisani, ammiraglio italiano († 2025)
- 1949 - Angelo Marcello Cardani, docente italiano
- 1949 - Newin Chidchob, politico e imprenditore thailandese
- 1949 - Cronwell Jara, scrittore e poeta peruviano
- 1949 - Oswaldo Palavecino, calciatore argentino († 2020)
- 1949 - William Shepherd, ex astronauta statunitense
- 1949 - Thaksin Shinawatra, politico e imprenditore thailandese
- 1949 - Roger Taylor, polistrumentista, cantautore e compositore britannico
- 1949 - Jeremy Thomas, produttore cinematografico, regista e montatore britannico
- 1950 - Vincenzo Battaglia, teologo italiano
- 1950 - Nicholas Evans, giornalista, scrittore e produttore televisivo inglese († 2022)
- 1950 - Pasquale Ferrara, politico italiano († 2023)
- 1950 - Susan George, attrice britannica
- 1950 - Hans-Jürgen Jacobi, ex pesista e discobolo tedesco
- 1950 - Duncan Mackay, cantante, compositore e musicista inglese
- 1950 - Adriano Martelli, ex calciatore italiano
- 1950 - Mac McCallion, rugbista a 15 e allenatore di rugby a 15 neozelandese († 2018)
- 1950 - Paul McHale, politico statunitense
- 1950 - Nelinho, ex calciatore brasiliano
- 1950 - Paul Seymour, matematico britannico
- 1950 - Linda Smith, politica statunitense
- 1951 - Frank Aaen, economista e politico danese
- 1951 - Bernard Challandes, allenatore di calcio e ex calciatore svizzero
- 1951 - Vincenzo D'Anna, politico e biologo italiano
- 1951 - Daniel Everett, linguista, antropologo e docente statunitense
- 1951 - Phil Hankinson, cestista statunitense († 1996)
- 1951 - William McArthur, ex astronauta statunitense
- 1951 - Pieter Mulder, politico sudafricano
- 1951 - Andrea Prunecchi, ex calciatore italiano
- 1951 - Mike Rae, ex giocatore di football americano statunitense
- 1952 - Claudio Anedda, hockeista su pista italiano
- 1952 - Stellan Bengtsson, ex tennistavolista svedese
- 1952 - Christian Lauba, compositore francese
- 1952 - Claudia Fritsche, diplomatica liechtensteinese
- 1952 - Yousry Nasrallah, regista e sceneggiatore egiziano
- 1952 - Kay Sabban, attore tedesco († 1992)
- 1952 - John Tooby, antropologo statunitense († 2023)
- 1953 - Roman Doubrovkine, traduttore e critico letterario